# 江嶋綾恵梨
江嶋 綾恵梨（えじま あえり、1996年（平成8年）5月4日 - ）は、日本のアイドル。26時のマスカレイドの元メンバー及び元リーダー、福岡のローカルアイドルユニット『QunQun』の元メンバーである。福岡県出身。

## 略歴
中学2年の時から同級生の薦めでダンススクールに通い、その流れで福岡のローカルアイドルユニット『QunQun』のメンバーオーディションに応募。2011年1月9日、1次書類選考150名の中から1期生の中の一人に選ばれる。選抜メンバーと共に定期ライブやイベントに出演する等順調だったが、2013年7月26日のUstream配信で卒業を発表し、同年9月29日、博多STAR GATEで行われた『QunQun第32回定期ライブ』をもってQunQunメンバーとしての活動を終了した（同じ1期生だった河村ちさと、吉田真野、桜田優里、2期生の磯邊チェスカも同日に卒業）。
QunQun卒業後は通信制の高校に転校したが、大学進学を断念しエイベックス・アーティスト・アカデミー福岡校に入学。w-Street FUKUOKAの元メンバーだった金浜菜夏美らと共に、同校限定の育成ユニット『LEGIT』（レジット）に参加する他、Dolphin Entertainmentsに所属し“綾恵梨”名義でソロライブやパフォーマンス活動を行っていたが、iDOL Street内の派生ユニット『hanarichu』をプロデュースした松田一輝 (俳優)が「もう一度、アイドルとしてグループをやるのもいいんじゃない?」と相談に乗ってくれたことで一念発起。2016年8月、「読モBOYS&GIRLS×Zipperアイドルオーディション」に応募し合格。26時のマスカレイドのメンバーとなる。
2021年1月19日、アイドル活動10周年を記念して、Aeri Ejima 10th Anniversary Book『memorial.』を出版した。
2022年11月7日、所属事務所を同年10月末で退社した事を自身のSNSで発表した。
グループ解散後は株式会社hurmth airを設立し代表取締役に就任。ヨガに関する知識、資格を生かし、芸能活動を行いながらヨガインストラクターとしても活動。2023年3月5日に自身が運営をするヨガスペース「hurmth」をオープンしたが、2025年5月24日、「hurmth air」を同年6月30日に解散することを報告した。

## 人物・エピソード
- 幼稚園の頃からピアノを習う[17]。小学4年の時『アタックNo.1』に憧れてバレーボール部に在籍[17]。中学では副キャプテンを務めたこともある[17]。
- 上京前は日本初の明太子料理専門店となる地元・福岡の『元祖博多めんたい重』でアルバイトをしていた[18]。
- 写真撮影が趣味。祖父が子供時代の自身をよく撮っていたことを『チルテレ』（BS日テレ）出演時に語っている。愛用機はオリンパス・PEN[動画 1]。
- 元℃-uteの鈴木愛理を憧れとしている[動画 2]。幼稚園の頃からモーニング娘。（特に安倍なつみと紺野あさ美）のファンでもあった[19]。
- ニジマスではグループ最年長かつリーダー。他のメンバーよりもアイドル歴が長いことで決まったという。元メンバーの亜桜しおん（現：和泉ふみ）からは“お母さん”と呼ばれ[20]、アメーバブログで連載されていたコラム「ニジマネの『大人目線』」では“歌う聖母”と紹介されている[21]。
- 九州情報大学の学園祭『紫苑祭』では、QunQun時代の2012年とLEGIT参加時の2015年の2回出演している[22]。
- セキセイインコ（おもちくん）を飼っている愛鳥家である[23]。

## 作品

### 参加楽曲
- 武蔵小杉東急スクエア5周年記念ソング『GO!GO! ANNIVERSARY』（2018年）
Vocal：江嶋綾恵梨（26時のマスカレイド）と子ども達／Music：koma'n／演奏時間 5:02
公式PV - YouTube
神奈川県川崎市中原区にある商業施設「武蔵小杉東急スクエア」の5周年記念オリジナルソングとしてkoma'n（駒沢浩人）によって制作され、江嶋がオーディションで選ばれた6人の子供達と共に歌唱したもの[24]。店内で2018年4月1日から1年間流れていたが、CDとしての商品化はされていない幻の楽曲となっている。

- Cheer Song Project 1st unit『エール』（2020年6月24日配信）
作詞・作曲・編曲：三谷秀甫（BIG ISLAND RECORDS）／演奏時間 4:37
公式MV - YouTube
新型コロナウイルス感染症流行の影響により混沌とした世の中を元気づけようと、APDREAM（アップドリーム）とBIG ISLAND RECORDSによって企画された『Cheer Song Project』の第1弾配信楽曲。江嶋はMAINA（大阪☆春夏秋冬）、三品瑠香（わーすた）、松下玲緒菜（まねきケチャ）、籠乃めあ（悲撃のヒロイン症候群）、三浦菜々子（真っ白なキャンバス）と共に本曲を歌唱している。配信売上と開始翌日に行われたインターネットサイン会での収益の一部は国内の医療機関に寄付される[25]。

### 作詞
- 七色のツボミ
作詞：綾恵梨／作曲・編曲：クボナオキ／ミキシングエンジニア：KAMO SHOHEY／演奏時間 5:17
公式MV - YouTube
グループ通算19作目の楽曲。制作した2018年当時のニジマスはメンバーの脱退やスタッフの交代等で「内心もやもやしていた」時期だったため、「歌詞を書かせてください」とスタッフにお願いしたことで本曲を作ったという[26]。
ライブでは2018年4月8日の白金高輪SELENE b2で初披露したが[27]、2020年現在CD作品未収録となっている。ミュージックビデオの演出は太田大貴が担当。

## 出演

### テレビ番組
- チルテレ「〇〇女子～カメラ女子～」（2020年8月29日、BS日テレ）[動画 1]

### 舞台
- Wonderland～眠りの森のうさぎたち～（2015年12月22日、さいとぴあ多目的ホール）- 主演[1][28]

### 雑誌
- 月刊誌『NO!!』（エヌオー）「九州美少女写真館」（2013年）[動画 2]

### イベント
- 綾恵梨PRODUCE 夏ダ! 若手ダ! ガールズだ! 熱く萌えるりんご祭り（2016年8月4日、天神・The Voodoo Lounge）
  - ニジマス結成2か月前に自ら企画・開催したライブ・イベント[10]。先述の金浜菜夏美や元LinQメンバーの桜愛美[29]も出演した。
- 岡田夢以 朗読会「夢詠撫子 第九夜～爽歌～」（2019年3月14日、下北沢・風知空知）
  - 原野吉弘（脚本家）によるオリジナル作品「4年後のホワイトデー」を披露。BGM演奏に村山☆潤が参加した[30]。

### 動画
1. 1 2  チルテレ 2nd 「カメラ女子」江嶋綾恵梨（26時のマスカレイド） - YouTube（2020年8月29日放送）2020年9月20日閲覧。
2. 1 2  NoMagazineK NO!! 九州美少女写真館 年間ランキング2013「江嶋綾恵梨」 - YouTube（2014年1月6日）2020年9月20日閲覧。